# Aluminiumnatriumsilicat
Aluminiumnatriumsilicat (auch Natriumaluminiumsilikat) bezeichnet eine chemische Verbindung aus der Gruppe der Alumosilicate mit variablem Kristallwassergehalt, das unter dem Kürzel E 554 als Lebensmittelzusatzstoff eingesetzt wird.

## Vorkommen
Aluminiumnatriumsilicat kommt natürlich als Mineral Trinephelin und Carnegieit vor.

## Gewinnung und Darstellung
Aluminiumnatriumsilicat kann durch hydrothermale Synthese aus Natriumhydroxid, Aluminiumoxid und Siliciumdioxid gewonnen werden oder aus Wasserglas und Natriumaluminat.

## Eigenschaften
Aluminiumnatriumsilicat ist je nach Herstellung ein kristalliner oder amorpher weißer geruchloser Feststoff, der praktisch unlöslich in Wasser ist, sich aber unter Zersetzung in Säuren löst. Seine wässrige Dispersion reagiert alkalisch.

## Verwendung
Aluminiumnatriumsilicat wird in der Industrie als Füllstoff verwendet. Es ist in der EU als Lebensmittelzusatzstoff der Nummer E 554 mit Höchstmengenbeschränkungen von 10 Gramm pro Kilogramm für bestimmte Lebensmittel zugelassen, bei Würz- und Nahrungsergänzungsmitteln auch ohne Höchstmengenbeschränkung (quantum satis). Natriumaluminiumsilicate dienen in der Papierherstellung zur Verbesserung der optischen Eigenschaften und zur Verringerung des Durchschlagens von Druckfarben. Sie werden auch als Wasserenthärter in Waschmitteln eingesetzt.